# Salpichroa
Salpichroa ist eine Pflanzengattung aus der Familie der Nachtschattengewächse (Solanaceae). John Miers stellte die Gattung 1845 auf und ordnete ihr sechs Arten zu, die vorher teilweise zu Atropa gerechnet worden waren. Nach heutigem Kenntnisstand umfasst Salpichroa etwa 20 akzeptierte Arten: nach Plants of the World Online gibt es 17 Arten, nach einer im Jahr 2018 publizierten Revision 22 Arten.

## Verbreitung
Das natürliche Verbreitungsgebiet aller Arten liegt in Südamerika. Peru ist das Land mit den meisten Salpichroa-Arten. Die Art Salpichroa origanifolia kommt als Adventivpflanze auch auf anderen Kontinenten vor, unter anderem im westlichen und südlichen Europa und in Australien.

## Beschreibung
Die Vertreter von Salpichroa sind meist kletternde Sträucher (ausnahmsweise ausdauernde krautige Pflanzen) mit Rhizomen (als Ausnahme innerhalb der Solanaceae). Die Blätter sind ungeteilt, oft eiförmig, elliptisch oder rhomboid. Die Blüten sind einzeln oder zu zweien, hängend; ihre Blütenkrone ist meist zylindrisch oder krugförmig, die Kronröhre viel länger als die Kronlappen. Die Frucht ist eine saftige Beere.

## Belege